# 诺罗敦·夏卡朋
诺罗敦·夏卡朋（1945年10月21日—）柬埔寨政治人物、商业家、前军人，诺罗敦王室成员。他是柬埔寨前国王诺罗敦·西哈努克第五子，生母为西索瓦·蓬珊莫尼。现任国王诺罗敦·西哈莫尼是他的同父异母弟。
夏卡朋出生在金边。1958年，与哥哥诺罗敦·拉那烈一同被送往法国马赛读书。1963年毕业后回到柬埔寨，进入金边军官学校学习，成为一名空军上尉。1970年朗诺政变后，夏卡朋被软禁于家中，直到1973年11月才被释放，流亡到北京。1973年至1975年，被任命为西哈努克的礼宾司司长。1975年，受到南斯拉夫领导人铁托的邀请，夏卡朋前往南斯拉夫空军参谋学校学习，翌年同家人一起去法国政治避难，以经商为生。
1981年回国，加入奉辛比克党，任柬埔寨民族团结阵线中央临时执行委员。1982年任民主柬埔寨联合政府卫生和社会事务协调委员会成员。1985年任西哈努克民族主义军（Armée Nationale Sihanoukiste，1987年改称西哈努克民族军，1990年改称柬埔寨独立民族军）副总参谋长。然而，他反对红色高棉在新政府中拥有席位，这与拉那烈发生冲突。夏卡朋也是反对越南占领的领导人物，曾长期在泰柬边境的丛林打游击战。在洪森的邀请下，夏卡朋于1991年退出奉辛比克党并加入柬埔寨人民党。翌年被任命为副总理，主管民航、旅游、工业、文化、教育和社会福利事务，并担任柬埔寨航空的董事。他鼓励外国人投资柬埔寨，并为在该国建立金融机构和企业的投资者提供支持。
1993年柬埔寨大选期间，夏卡朋主张柬埔寨施行总统制，以西哈努克为总统。他于6月10日与Sin Song、Bou Thang等数名人民党高级盟友占据柬埔寨东部七个省脱离联柬权力机构控制，成立王父自治区，勒令联柬在当地的工作人员离开。三天后，拉那烈回国主持紧急会议，恢复西哈努克为国家元首。狄班率领王家军将要开往东部，以恢复当地秩序。得知此事后，夏卡朋于6月15日逃往越南边境，在西哈努克的请求下放弃了其分裂运动并返回金边，被授予王家军少将军衔。
1994年，夏卡朋被指控参与未遂政变，被驱逐出境，然而他否认了这一企图。1998年，他獲得國王的特赦。回国后，他经营皇家金边航空，至2006年结业。
2002年，夏卡朋组建了保王党派高棉灵魂党，但该党未能在2003年大选赢得任何席位。2005年重新加入奉辛比克党，担任参议员。2006年被开除出党，加入诺罗敦·拉那烈党。2007年，柬埔寨政府对其在航空公司经营时积累的债务进行调查时，夏卡朋退出政坛。他担任最高枢密院委员，致力于人道主义工作及支持王家的活动。2013年，被西哈莫尼国王任命为宪法委员会委员。

## 家庭
他的正妻是Hun Soeun，结婚后生有5个儿子：
Norodom Buddhapong，
Norodom Amarithivong，
Norodom Naravong ，
Norodom Narithipong，
Norodom Ravichak。
他的第二任妻子Kethy Tioulong生有一女Norodom Nanda Dévi，
第三任妻子Duong Diyath生公主Norodom Vimalea，Norodom Bophary和王子Norodom Ithipong，
第四任妻子Duong Yany在北京迎娶，生王子Norodom Rindra，
第五任妻子Charuvan Dounchan生王子Norodom Charurak，
第六任妻子生王子Norodom Pongmonireth和公主Norodom Pongsoriya。
第7任妻子是Kachanipha，两人没有子女。